# Фингалова пећина
Фингалова пећина (енгл. Fingal’s Cave) је чувена морска пећина, издубљена у стени морском водом, на острву Стафа, које је део унутрашњег дела Хебридских острва. Зидови су састављени од вертикалних шестоугаоних базалтних стубова дубоких 69 метара и високих 20 метара. Део је истоименог резервата природе Шкотске. Дужина Фингалове пећине је 113 м, максимална ширина њеног улаза је 16,5 м.  Фингалова пећина налази се 32 км од града Тобермори.
На келтском језику пећина се зове Уамх-Бинн, што се може превести као 'пећина мелодија'. Заправо, ово место има јединствену акустику захваљујући своду у облику куполе. Хировито трансформисани звуци сурфа чују се у унутрашњости пећине, што чини да изгледа као џиновски, чудесан храм.
Откривач пећине био је природњак Јосеф Банкс који је ово место посетио 1772. године. Привучено славом овог природног чуда, острво је посетио Валтер Скот, Вилијам Вордсворт, Џон Китс, Алфред Тенисон, Жил Верн, Аугуст Стриндберг (пећина је поставка једног од његових дела), Краљица Викторија и уметник Вилијам Тарнер, који је 1832. сликао пејзаж с погледом на пећину.
Данашње име пећина је добила по увертири Феликса Менделсона „Фингалова пећина“, инспирисана мелодичним акордима које је чуо током посете пећини 1829. године Фингал (дословно, „бели луталица“) - легендарни јунак древне келтске антике, о коме је Џејсм Мејкферсон свету причао у једној од песама Осијановског циклуса. Према легенди, Фингал (или Фин) је саградио насип између Шкотске и Ирске, такозвани Пролаз дивова.
Лучни улаз у пећину је преузак за чамце. Туристи се могу пробити унутра уском стазом одмах изнад ивице воде. Гледајући из пећине, може се уочити обрис светог острва Иона - места сахране древних шкотских краљева, укључујући Магбета.
Такође, ова пећина је присутна у игри Мајнкрафт у облику кањона.